# Кочеванчик
Кочеванчик — хутор в Азовском районе Ростовской области.
Входит в состав Самарского сельского поселения.

## География
Хутор находится на правом берегу реки Кагальник. Расположен в 25 км (по дорогам) юго-восточнее районного центра — города Азов.

## Население
| 1989 | 2002 | 2010 |
| ---- | ---- | ---- |
| 790  | ↘669 | ↗713 |

## Улицы
| - ул. Азовская, - ул. Дачная, - ул. Дорожная, - ул. Луговая, | - пер. Речной, - пер. Ростовский, - ул. Садовая, - пер. Школьный. |

## Известные уроженцы
- Есауленко, Иван Елисеевич (1921—2008) — советский государственный и партийный деятель.